# بخش‌های دپارتمان موس
بخش‌های دپارتمان موس (انگلیسی: Arrondissements of the Meuse department) شامل ۳ بخش به شرح زیر است:
1. بخش بر-لو-دوک با ۱۱۰ کمون (فرانسه) و جمعیت ۶۱ هزار نفر در سال ۲۰۱۳ می‌باشد.
2. بخش کومرسی با ۱۳۶ کمون (فرانسه) و جمعیت ۴۴ هزار نفر در سال ۲۰۱۳ می‌باشد.
3. بخش وردون با ۲۵۵ کمون (فرانسه) و جمعیت ۸۶ هزار نفر در سال ۲۰۱۳ می‌باشد.